# Емулятор гральної консолі
Емулятор ігрової консолі — це комп'ютерна програма, яка дозволяє емуляція працювати ігрова приставка на персональний комп'ютер, іншій ігровій приставці (тоді говорять про крос-платформенну емуляцію) або будь-якому іншому пристрої. Типовим випадком використання емулятора є запуск старих ігор на сучасних ПК або ігрових пристроях (ретрогеймінг). Також емулятори використовуються для запуску ігор, перекладених на мови, для яких не існує офіційних версій, а також для модифікації (ромхакінга, в тому числі аматорського перекладу) існуючих ігор. Також емулятор може бути дуже корисним інструментом при створенні користувальницьких демок, ігор або програм для старих систем.
Код і дані, необхідні для роботи емулятора, існують у вигляді файлів образу ПЗУ (копія вмісту ігрового картриджа) або образу диска (при використанні оригінальною системою оптичних носіїв). Оскільки більшість комп'ютерних ігор захищено авторським правом, поширення даної інформації багатьма системами права визнається незаконним, не дивлячись на їх широке поширення в інтернетііснують пристрої, що надають емулятору прямий доступ безпосередньо до даних картриджа, що виключає використання файлів образу ПЗУ.
Емулятори зазвичай створюються любителями-ентузіастами. Створення емулятора-складне завдання, що вимагає великого досвіду програмування, знань точної інформації про пристрій емульованої системи. Тому емулятори однієї і тієї ж системи можуть відрізнятися як в достовірності емуляції, так і в вимогах до комп'ютера/пристрою. Зараз існує безліч досить точних емуляторів більшості істот

## Емуляція
Емуляція — ресурсномістке завдання, і може вимагати від пристрою набагато більшої продуктивності (швидкості процесор а, обсягу пам'яті), ніж продуктивність емульованої ігрової приставки. Чим складніше система і вище точність емуляції — тим більша продуктивність для неї потрібно. Від точності емуляції залежить сумісність запуску в емуляторі програмами (іграми) — наприклад, якщо емулятор не враховує якийсь нюанс пристрою системи, який використовується в деякій кількості ігор-ці ігри не будуть запускатися, або будуть працювати неправильно, але будуть працювати інші ігри. Також від точності емуляції залежить якість і достовірність одержуваного зображення і звуку.

## Історія
Продуктивність середнього домашнього комп'ютера до середини 1990 років досягла достатнього рівня, щоб відтворити поведінку перших поколінь ігрових систем з достатньою швидкістю. Це стало відправною точкою появи і поширення перших створених користувачами некомерційних емуляторів. Дані програми часто були неповними, лише частково емулювали вихідну систему, а також містили значну кількість багов. Багато виробників поширювали лише загальну специфікацію свого обладнання, в результаті чого програмісти і розробники були змушені досліджувати особливості роботи цих систем в процесі зворотної розробки. Найбільш вивченими тоді були системи Nintendo, так що найбільш просунутими були емулятори Nintendo Entertainment System (NES), Super Nintendo Entertainment System (SNES) і Game Boy. Найбільш популярними були програми типу iNES Марата Файзулліна, VirtualGameBoy, Pasofam.

## США
У міру зростання продуктивності комп'ютерів і поширення глобальних інформаційних мереж відзначається скорочення проміжку часу між появою нового покоління ігрових систем і реалізацією працездатної емуляції. Під час п'ятого покоління консолей (наприклад, Nintendo 64 і Sony PlayStation) і шостого покоління носяться ігрових систем (наприклад, Game Boy Advance) виробники зіткнулися з бурхливим прогресом емуляторів їх продукції. Це підштовхнуло їх до вжиття заходів проти некомерційної неофіційної емуляції. Однак послідовні поразки в судових спорах Sega проти Accolade 977 °F. 2d 1510 (9th Cir. 1992), Sony Computer Entertainment проти Connectix Corporation 203 °F. 3D 596 (2000) та Sony Computer Entertainment America проти Bleem 214 °F. 3D 1022 (2000) призвели до зворотного ефекту. Відповідно до судовими прецедентами

## Офіційні емулятори
Зважаючи на істотне суспільного запиту на старі ігри, виробники приставок стали закладати в них можливість запуску старих ігор.
Найбільш відомою є служба Virtual Console від Nintendo, який спочатку розроблявся для Wii, але згодом був поширений і на інші системи Nintendo. У Virtual Console використовується програмна емуляція, завдяки чому користувач може купувати і запускати старі ігри на сучасному обладнанні. Хоча представлена лише деяка частина виданих ігор, Virtual Console охоплює широкий спектр різних ігрових систем, емуляція яких позбавлена більшості недоліків в точності, що вельми характерно для неофіційних емуляторів. З іншого боку в офіційному емуляторі недоступні багато ігор, а також відсутні багато засобів поліпшення, звичні для неофіційних емуляторів. Через апаратні відмінності запуск ігор для Xbox Неможливий на Xbox 360.